# Wim Kleiman
Pour les articles homonymes, voir Kleiman.
Wim Kleiman, né le 19 mars 1993 à Almelo, est un coureur cycliste néerlandais.

## Biographie
En 2018, Wim Kleiman intègre l'équipe continentale néerlandaise Monkey Town Continental. Au mois de février, il s'impose sur la deuxième étape du Tour d'Antalya, en réglant au sprint un petit groupe de coureurs. Il endosse par la même occasion le maillot de leader.
Il prend sa retraite du cyclisme en juin 2020.

## Palmarès
- 2017
  - Ronde van de Achterhoek
  - 2e du Tour de Groningue
- 2018
  - 2e étape du Tour d'Antalya

## Classements mondiaux
| Année           | 2018 |
| --------------- | ---- |
| UCI Europe Tour | 658e |